# Jacques Lèbre
Pour les articles homonymes, voir Lebre.
 (avril 2018).
Si vous disposez d'ouvrages ou d'articles de référence ou si vous connaissez des sites web de qualité traitant du thème abordé ici, merci de compléter l'article en donnant les références utiles à sa vérifiabilité et en les liant à la section « Notes et références ».
Jacques Lèbre, né le 31 mars 1953 à Saint-Flour (Cantal) est un poète français.

## Biographie
Il a d'abord publié ses premiers textes en revue, puis en 1994 deux premiers recueils : Lumineux comme des pans d’iceberg avec des parts de nous-mêmes, (Verdier, 1994) et Face au cerisier, (Atelier de la Feugraie, 1994). Son travail est un mélange de poésie narrative et de poésie lyrique, nourrie du quotidien mais aussi des mythes et de la tradition. Jacques Lèbre se dit inspiré par d'autres écrivains, tels que Nuno Júdice, Roberto Mussapi, Jean-Yves Masson, Philippe Jaccottet et Robert Marteau.  
Il a reçu pour La Mort lumineuse le Prix Hélikon 2005, ainsi que le Prix des Découvreurs 2006, décerné par plusieurs centaines de lycéens de différents établissements de France. Il a fait de nouveau partie des auteurs en lice pour le Prix des découvreurs 2018 avec son recueil L'immensité du ciel paru aux éditions La nouvelle Escampette. 
Il participe en outre aux revues de poésie Rehauts et Europe.

Son texte, « L’immensité du ciel » a inspiré l'artiste Tarek Benaoum pour illustrer le Musée de la Poste, à Paris en 2018. 

## Œuvres
- À bientôt, Isolato, 2022[3].
- Le poète est sous l'escalier, Éditions Corti, 2021[4].

- Air, Le Phare du Cousseix, 2019
- L'Immensité du ciel, La nouvelle Escampette, 2016
- Onze proportions pour un vertige, Le phare du Cousseix, 2013
- L'Autre Musique, L'Atelier la Feugraie, 2009
- Sous les frissons de l'air, L'Escampette, 2009
- La Mort lumineuse, L'Escampette, 2004
- Donner asile, L’Atelier de la Feugraie, 2003
- Dans la conversation, La Dogana, 1999
- Sur la portée du jour, L’Atelier de la Feugraie, 1997
- Lumineux comme des pans d’iceberg avec des parts de nous-mêmes, collection Deyrolle, éditions Verdier, 1994
- Face au cerisier, Atelier de la Feugraie, 1994